# B. Tóth Klára
B. Tóth Klára (Budapest, 1955. november 1. –) festő-restaurátor, festőművész, költő, író, a Magyar Restaurátorok Egyesülete és a Magyar Írószövetség tagja.

## Élete
Budapesten született, fiatal korát Kisorosziban töltötte. Tanulmányait a Debreceni Református Gimnáziumban, majd a Szentendrei Ferences Gimnáziumban végezte. Érettségi után egy ideig nyomdászként dolgozott, majd 1977 és 1982 között elvégezte a Képzőművészeti Főiskolát. Tanárai Veres Sándor, Dénes Jenő, Varga Dezső, és Görbe Katalin voltak.
1982-től a Művészeti Alap, és megalakulása óta a Magyar Restaurátorkamara tagja.
Alapító tagja a Rákospalotai Művészeti Egyesületnek és a Greguss Galéria és alkotóműhelynek, tagja a Muravidék Baráti Kör Kulturális Egyesületnek, a Magyar Írószövetségnek, a Magyar Katolikus Újságírók Szövetségének és az Újpesti Művészek Társaságának.
Férje Borda Lajos gépészmérnök, gyermekei: Borda Mátyás faszobrász-restaurátor, maszkmester, Borda Noémi Blanka textilműves, festőművész, rajztanár, Borda Panna Boróka keramikus, gyógymasszőr, okleveles ápoló.

## Tanítás
- 1978-80: rajzszakkör, Dömös.
- 1987-89: rajzszakkör, Újpalota, Lila iskola.
- 1992-96: Dési Huber István képzőművész kör: kockológia, koponya és fejrajz.
- 1993 -2009: Baár-Madas Református Gimnázium rajz-művészettörténet tanára.

## Restaurálási és rekonstrukciós munkák középületeken
- 1978: Mithrasz szentély freskó-konzerválás, leletmentés, Bp. Flórián téri Tribunus ház.
- 1984: Bp., János Pince pannó képeinek restaurálása (Sándor Béla: János vitéz sorozat.)
- 1986: Mithrasz szentély rekonstrukciója, Bp., Aquincumi Múzeum.
- 1988: Ádám és Éva, Dániel az oroszlánveremben c. freskók másolata, Bp., Biblia Múzeum.
- 1991: Hordozható római hatású freskók, óbudai Termál Hotel Aquincum.
- 1994: Gáborjáni Szabó Kálmán freskó-ciklusának restaurálása, Debreceni Református Kollégium.
- 1996: Medveczky Jenő: Szent László legenda c. freskó restaurálása, Flórián téri főposta.
- 2000: Márton Ferenc: Nő a magyar történelemben c. sgraffito rekonstrukciója, Bp., Baár-Madas  Református Gimnázium (Szendrei Lászlóval, Borda Mátyással, Borda Lajossal)
- 2003: A gödöllői Grassalkovich Kastély Barokk Színházában a Vázás falfülke feltárása, restaurálása.
- 2004: A Keleti Pályaudvar Lotz-csarnokában a Bányászat allegóriája c. szekkó falkép restaurálása.
- 2009: Nagy Sándor: Szép Ilonka c. sgraffito restaurálása (Nemessányi Klára, Boromisza Péter, Borda Mátyás kollégákkal) Bp., XII. Ker. Kiss János altábornagy utca 57 számú Medgyaszay-ház.
- 2011: Szekszárdi Szent János és Pál kápolna barokk gyülekezeti terének mennyezeti konzerválása, feltárása Borda Mátyással és Mészöly Zsófiával.
- 2012: Nagy Sándor: Csodaszarvas-legenda restaurálása Borda Mátyással. (Bp., XII. Ker. Kiss János altábornagy utca 57 számú Medgyaszay-ház, udvari sgraffito.)
- 2012: Szekszárdi Szent János és Pál kápolna barokk kupolás terének feltárása, konzerválása Borda Mátyással, Mészöly Zsófiával.
- 2016: Bp. Biblia Múzeum interaktív állandó kiállítása (tervezés, művészettörténeti kutatómunka, illusztrációk, restaurálások.)
- 2019: Jákob érkezése, freskómásolat, Budapest, Biblia Múzeum.

## Egyéni kiállítások
- 1993: Svájc, Basel (Megnyitotta: Renate Altwegg Im Hof iparművész)
- 1994: Svájc, Biel, Környezetvédő Központ (Megnyitotta: David Altwegg erdőmérnök)
- 1999: Bp. Batthyány téri Angelika Galéria (Megnyitotta: Faludy Anikó művészettörténész)
- 2000: Bp. Csokonai Művelődési Ház (Megnyitotta: Tóth Lajos múzeumigazgató)
- 2005. augusztus: Greguss Galéria, megnyitotta: Mekkey Péter karikátor
- 2006. január: Csákvári Református Galéria (Megnyitotta: Nagy Lenke újságíró)
- 2006. április 27: Bp. Greguss Galéria (Megnyitotta: Domonkos László viselettörténész, a Képzőművészeti Egyetem tanára.)
- 2013. október: Újpesti Evangélikus imaterem: Keresztút illusztrációk. (Megnyitotta: Dr. Solymár Péter evangélikus lelkész.)
- 2014. november: Erdélyi könyvbemutató és vándorkiállítás: Erdőszentgyörgy, (Megnyitotta Bertha Zoltán irodalomtörténész). Csíkszereda, Marosvásárhely: Keresztút illusztrációk.
- 2020. szeptember: „Lehajlás a Földért” kiállítás, Bp.,12. kerület, Hegyvidéki Kulturális Szalon. Megnyitó beszéd: dr. Adamik Tamás klasszika-filológus professzor emeritus, ELTE.
- 2020. december: Erdély című kiállítás, Shen Dent Fogászat, Budapest, 15. kerület.

## Családi kiállítások
- B.Tóth Klára, Borda Lajos, Borda Mátyás, Szák-Kocsis Réka, Borda Noémi Blanka, Borda Panna Boróka, Hódossy Ágnes: 2006. Szentendre, Art Dekor Galéria, Karácsonyi kiállítás, Borda Mátyás, Hódossy Ágnes, B.Tóth Klára. 2007. március: Csokonai Művelődési Ház Bp. I. Családi kiállítás: Megnyitotta: László Tamás, országgyűlési képviselő.
- 2008. május 14: Bp. Kozák téri Művelődési Ház: II. Családi kiállítás: Megnyitotta Gimesi Zsuzsa református lelkész.
- 2009. január 17: Bp. Kálvin Otthon: III. Családi Kiállítás, megnyitotta: Bibó István művészettörténész.
- 2015. november 28: Vollnhofer Artstúdió, megnyitotta: Dr. Prof. Prokopp Mária művészettörténész.
- 2016. Múzeumok Éjszakája: családi kiállítás, megnyitotta: Gimesi Zsuzsa református lelkész.
- 2019. szeptember 15: Lélekszárnyak alatt címmel családi kiállítás az Ars Sacra hét jegyében, Bp., 21. ker., Csepel, Erdei Éva Galéria. Megnyitotta Gimesi Zsuzsa református lelkész.

## Folyóiratokban megjelent írásai, képei
Kortárs, Hitel, Vigilia, Életünk, Napút, Napút Káva-Téka füzetek, Agria, Muravidék, Helikon, Szépirodalmi Figyelő, Tempevölgy, Debreceni Disputa, Képmás Keresztény Családmagazin, Aranypor, Reformátusok Lapja, Karakter, Evangélikus Élet, Ezredvég, Magyar Református Nevelés, Magyar Demokrata, Magyar Nemzet, Confessio.

## Kiadványok
Parakletos kiadó
- Színről színre újszövetségi kártyagaléria 2009, (Szerzőtársak: Miklya Zsolt, Borda Mátyás)
- Színről színre ószövetségi kártyagaléria 2012, (Szerzőtársak: Miklya Zsolt, Borda Mátyás)
- Mindent a szemnek sorozat (Kreatív bibliai játékok): Báránytáltól a mézlabdáig 2010, (Illusztráció: Borda Mátyás)
- Kavicsszínháztól a bibliai terepasztalig 2010. (Illusztráció: Borda Mátyás)

Szófia Kiadó
Archullató című verseskötet, saját illusztrációkkal, 2011 december. (XV. ker. Önkormányzat támogatásával.)
Muravidék Baráti Kör Kulturális Egyesület
Föld rácsain című verseskötet, 2014. július. (NKA-támogatással.)
Üveghegy Kiadó - XV. Ker. Önkormányzat
Miért írunk verset? (Társszerzők: Adamik Tamás, Baka Györgyi, Deák-Sárosi László, Kasó Tibor, saját illusztrációkkal, 2013
Üveghegy Kiadó - XV. Ker. Önkormányzat
Mire jó az esszé? (Társszerzők: Adamik Tamás, Baka Györgyi, Deák-Sárosi László, Gimesi Zsuzsa, saját illusztrációkkal) 2014
3BT Kiadó
Fénykörben (Öt költőnő: Baka Györgyi, B.Tóth Klára, Nyíri Erzsébet, Paraszkeva, Szekeres Mária.) 2014
Muravidék Baráti Kör Kulturális Egyesület
Pecséthordozók, saját esszékötet, 2016, NKA-támogatással.
Üveghegy Kiadó - XV. Ker. Önkormányzat
Irodalmi karácsony, verseskötet 2016, négy szerzőtárssal, saját illusztrációkkal.

## Könyvillusztrációk, könyvborítók
Aprófauna zsebkönyvek I. II. (Greguss Galéria kiadványai), 2005-2006
Öröknaptár illusztrációk T. Király Aranka (édesanyja) verseivel, 2007
Király Ilona verseskötetei: Sétálj velem című gyermek-verseskötet borítója és illusztrációi fiával, Borda Mátyással. 2010. Mesél a csönd 1994, A csönd tovább mesél 1998, Megbékélt vágyak 2012, Szürkület, 2012, Szállj gondolat, 2013, Hálás szívvel, 2013, Kapd el a fényt, 2015. Vágy és való, 2017, Visszapillantás, 2018.
B.Tóth Klára: Archullató, verseskötet, Szófia Kiadó, 2011.
Deák-Sárosi László: Keresztút borítója és illusztrációi, Üveghegy Kiadó, 2013.
Miért írunk verset? Üveghegy Kiadó - XV. Ker. Önkormányzat, 2013.
Mire jó az esszé? Üveghegy Kiadó - XV. Ker. Önkormányzat, 2014.
Mátyás B. Ferenc: Vágj hozzá(m) egy mosolygós arcot című verseskötet könyvborítója, Üveghegy Kiadó, 2014.
Irodalmi karácsony, verseskötet három szerzőtársával (Adamik Tamás, Baka Györgyi, Deák-Sárosi László) illusztrációk, 2016,
Garay Zsuzsanna: Színek című verseskötetének címlapja és illusztrációi, 2017.
Móczár István: A bronzkor titkos üzenete. Ariadné gyűrűje. Európa Atlantisza Könyvkiadó, 2017.
Adamik Tamás: Carmina Rustica című vers-és műfordítás-kötetének címlapja és illusztrációi, 2018.
Boér Péter Pál: Meneküljünk hát című önéletrajzi regényének címlapja, 2018.
Lajtos Nóra: Szívben fészkelő című haiku kötet illusztrációi, 2020. december.

## Tévé- és rádióműsorok
1995 óta: M1, Duna TV, Hegyvidék Televízió, Danubia Televízió, Erdővidék Térségi Televízió, Mária Rádió, Rádió Q., Ottawai Magyar Rádió, Kossuth Rádió.

## Szerkesztői munka
- Csiga-Ház gyermekfolyóirat 2015-től.
- Dokk irodalmi kikötő: 2016-tól 2018-ig.

## Díjak, kitüntetések
- Civis Honoratus díj (a családi alkotóműhelynek) 2008.
- Tollinga irodalmi pályázat, vers és próza: öt fődíj, 2008.
- Quasimodo Nemzetközi Költőverseny díja, 2010.
- Spangár-díj, próza kategória, 2013.
- Bonis Bona – a nemzet tehetségeiért díj, 2013.
- Aquincumi Költőverseny: Írószövetség különdíja, 2015.
- Aquincumi Költőverseny: A Nyugat plusz folyóirat különdíja, 2016.
- Rákospalota –Pestújhely – Újpalota Érdemérem, 2017. március 15.
- Aquincumi Költőverseny: A Pannon Művészet Alapítvány különdíja, 2017.
- Aquincumi Költőverseny: Aquincumi Múzeum különdíja, 2018.
- Alkotói támogatás, Emberi Erőforrások Minisztériuma, 2018.
- Újpesti Művészek Társasága: Téli tárlat festészeti díja, 2019.
- Aquincumi Költőverseny: Epigramma-verseny győztese, Dúzsi Tamás-különdíj, bronzzal ékesített babérkoszorú, 2020.